# Agneša Sviteková
Agneša Sviteková, coniugata Nagyová (Košice, 10 aprile 1975), è un'ex cestista slovacca.

## Carriera
Con la Slovacchia ha disputato i Campionati europei del 2003.